# Tajeb Al-Ism
Tajeb Al-Ism je ena najbolj osupljivih naravnih znamenitosti Saudove Arabije.
Dolina, naravna posebnost province Tabuk, leži ob Akabskem zalivu, 15 kilometrov severno od obalnega mesta Makna. Ko se približa po cesti, človeka najprej preseneti impozantna oblika 600 metrov visokega granitnega masiva Tajeb Al-Isma, katerega ostri robovi padajo v Akabski zaliv. Palmovi nasadi in granitni masiv obkrožajo vhod v dolino, ki se zdi kot razklan na pol. Lesen most, ki se razteza čez skale, omogoča pešcem, da nadaljujejo pot globlje v meandre te ogromne prelomnice skozi goro. Lahko tudi pet v kilometrskem pohodu do izhoda na drugi strani. Z mostu obiskovalci Tajeb Al-Isma vidijo še eno posebnost, majhen potok kristalno čiste vode, ki vse leto teče skozi gramoz. Zato vadi gosti številne palme in trstičevje, ki ustvarjajo majhne oaze, ki obdajajo vrtoglave strani kanjona.
Senca in veliko število potokov pomaga uravnavati temperaturo, kar zagotavlja, da so razmere v srcu Tajeb Al-Isma vedno prijetne.
Domneva se, da je Mojzes svoje prostovoljno izgnanstvo preživel v Madianu, starodavnem imenu Akabskega zaliva, in dosegel Tajeb Al-Ism, od tod tudi ime »Mojzesova dolina«. Ozemlje, ki meji na vzhodno obalo Akabskega zaliva, je starodavna dežela Madyan (ali Midian), katere prestolnica je bilo verjetno današnje mesto Bada', kjer so Nabatejci kasneje v skalo izklesali monumentalne grobnice. Midian je dežela, kjer je Mojzes preživel deset let v prostovoljnem izgnanstvu po begu iz Egipta. Verjame se, da ko je Mojzes kasneje pripeljal ljudi iz Egipta skozi Rdeče morje, so prispeli v deželo Midian pri Tajeb Al-Ismu, razlog, zakaj se imenuje tudi Mojzesova dolina. Iz istega razloga se vodnjaki bližnjega mesta Makna imenujejo Mojzesovi vodnjaki.